# Dur Gaam
Dur Gaam är en ö i Eritrea.   Den ligger i regionen Norra rödahavsregionen, i den nordöstra delen av landet, 100 km nordost om huvudstaden Asmara.